# NIAGARA TRIANGLE Vol.2
《NIAGARA TRIANGLE Vol.2》는 1982년 3월 21일에 발매된 일본의 슈퍼그룹 나이아가라 트라이앵글 (오타키 에이이치, 사노 모토하루, 스기 마사미치) 두 번째의 스튜디오 음반이다.

## 배경
야마시타 타츠로, 이토 긴지와의 전작 《NIAGARA TRIANGLE Vol.1》 이후 6년만의 트라이앵글 두 번째 음반이다. 이번 참여한 음악가 사노 모토하루, 스기 마사미치는 함께 1980년에 솔로 데뷔한 "신인"이었지만, 사노는 사토 나나코의 공작자로서 3매의 음반으로 악곡 제작에 참여했다. 스기는 자신이 이끄는 밴드 마리 & 레드 스트라이프스에서 2장의 음반을 발표했다. 양자 모두 1970년대 후반에는 이미 음악계에 발을 들여놓았다.
그런 두 사람에게 말을 건 것이 당시 음반 《A LONG VACATION》이 히트 중이던 오타키 에이이치이이다. 1981년 7월 21일부터 24일까지, 신주쿠의 루이드에서 행해진, 레코드 회사의 범위를 넘어 신인을 발매하려고 계획된, 신인 아티스트 4명에 의한 쇼케이스 라이브 "JAPACON" (재팬 컨템포러리 사운드 콘서트)에서의 일이었다.

## 곡 목록
| #  | 제목                                                        | 작사·작곡                        | 재생 시간 |
| -- | ----------------------------------------------------------- | -------------------------------- | --------- |
| 1. | 〈A면에서 사랑을 하고 (A面で恋をして )〉                    | 마츠모토 타카시, 오타키 에이이치 | 3:13      |
| 2. | 〈그녀는 예민하다 (彼女はデリケート)〉                      | 사노 모토하루                    | 3:31      |
| 3. | 〈Bye Bye C-Boy〉                                           | 사노 모토하루                    | 3:20      |
| 4. | 〈맨해튼 브리지에 서서 (マンハッタンブリッヂにたたずんで)〉 | 사노 모토하루                    | 3:46      |
| 5. | 〈Nobody〉                                                  | 스기 마사미치                    | 2:27      |
| 6. | 〈여자 친구 (ガールフレンド)〉                              | 스기 마사미치                    | 3:18      |
| 7. | 〈꿈꾸는 바닷가 (夢みる渚)〉                                | 스기 마사미치                    | 3:44      |

| #  | 제목                                    | 작사·작곡                        | 재생 시간 |
| -- | --------------------------------------- | -------------------------------- | --------- |
| 1. | 〈Love Her〉                            | 스기 마사미치                    | 3:51      |
| 2. | 〈주말의 연인들 (週末の恋人たち)〉      | 사노 모토하루                    | 3:53      |
| 3. | 〈올리브의 오후 (オリーブの午后)〉      | 마츠모토 타카시, 오타키 에이이치 | 3:39      |
| 4. | 〈하얀 항구 (白い港)〉                  | 마츠모토 타카시, 오타키 에이이치 | 4:59      |
| 5. | 〈Water Color〉                         | 마츠모토 타카시, 오타키 에이이치 | 4:07      |
| 6. | 〈하트무늬 오렌지 (♡じかけのオレンジ)〉 | 마츠모토 타카시, 오타키 에이이치 | 3:13      |